# Pierre-Victor Malouet

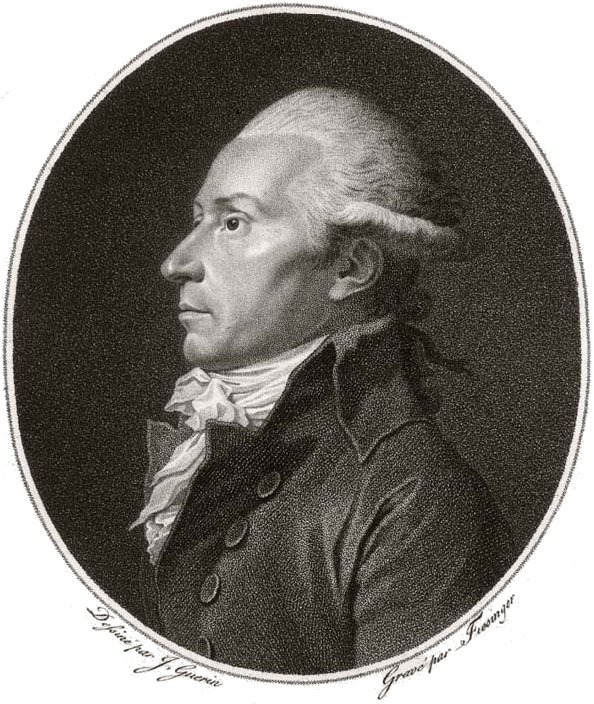
Pierre Victor, baron Malouet

Pierre-Victor Malouet (Riom, Puy-de-Dôme, 11 februari 1740 - Parijs 7 september 1814) was een plantagehouder op Saint-Domingue, een monarchistisch publicist en gematigd en realistisch politicus, commissaris-generaal en zeeprefect in Antwerpen alsmede enkele maanden minister van Marine.

## Biografie
Malouet was de zoon van een baljuw. Na zijn studies Rechten werkte hij op de Franse ambassade in Lissabon en ontmoette er de markies van Pombal. In 1763 werd hij benoemd tot intendant in de haven van Rochefort (Charente-Maritime).
Het jaar daarop vertrok hij naar Saint-Domingue en tot in 1776 baatte hij er een suikerplantage uit. Hij was in de gelegenheid zijn eigendom uit te breiden met nieuwe aankopen en trouwde. In 1776 werd hij benoemd in Cayenne met de opdracht de kolonisatie van Frans Guyana ter hand te nemen. In juli 1777 ging hij met zijn echtgenote op een zevenweekse studiereis naar Suriname en bezocht Jean Nepveu, de gouverneur-generaal om de kwestie van 200 gevluchte slaven te bespreken. Naar aanleiding van de verovering van Fort Boekoe en de verdrijving van de troepen van Boni over de Marowijne waren problemen ontstaan in Frans Guyana.

## Malouet in Suriname

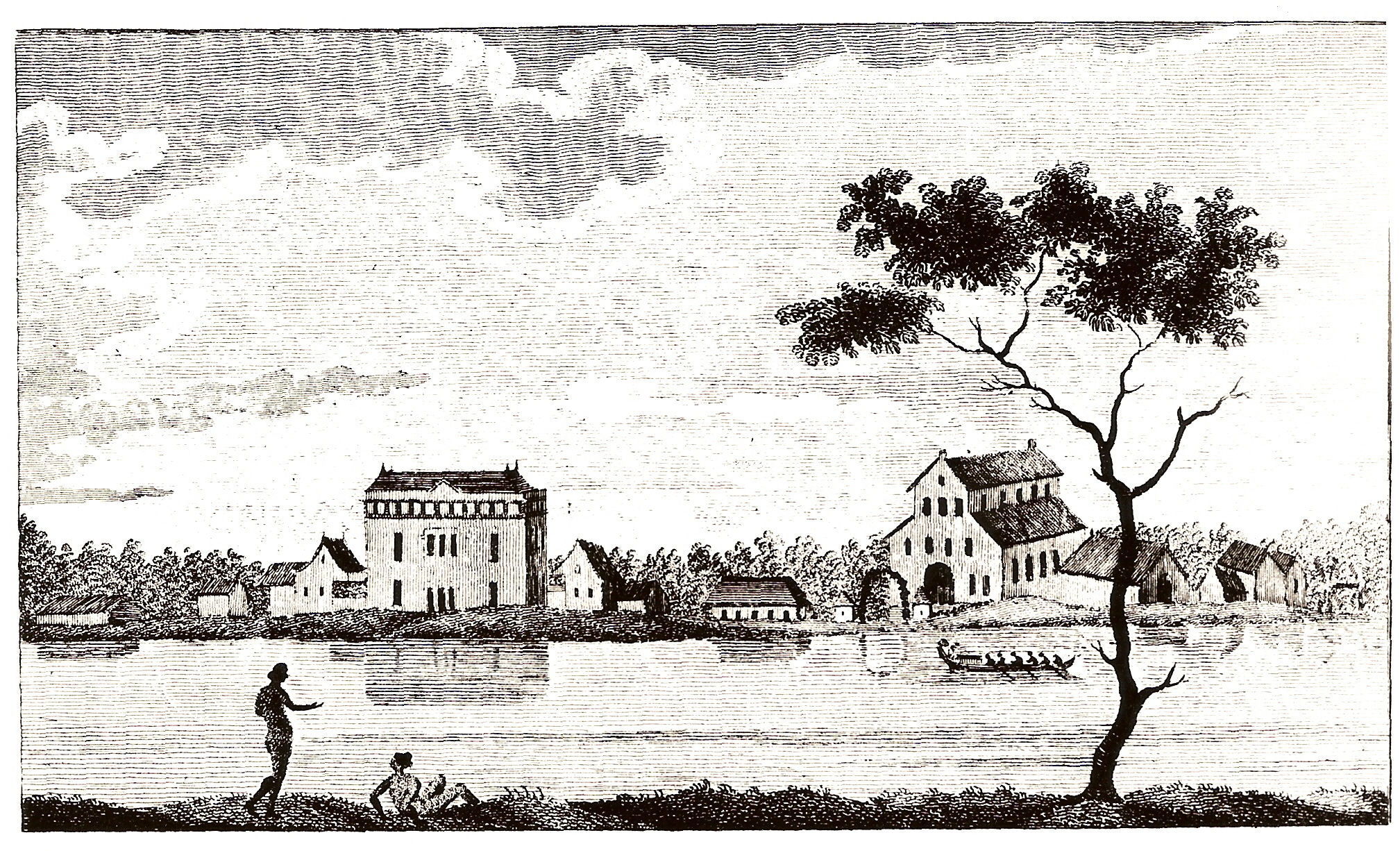
Plantage Alkmaar, 18e-eeuwse gravure

Malouet werd ontvangen met kanonschoten en maakte tochtjes over de rivier, waarbij muziek werd gespeeld vanuit een andere sloep. Hij had gesprekken met de belangrijkste inwoners en bezocht 26 plantages, waaronder Alkmaar. Hij beschreef de dammen, kanalen, sloten en sluizen om het water dat bij vloed opkwam en door de mangrovebossen stroomde te reguleren. Malouet ging uitgebreid in op het Cordon van Defensie, een kaalgeslagen strook van 18 meter breed door het oerwoud met een gracht en een palissade van 22 mijl lang, dat was aangelegd vanaf de Jodensavanne naar het noordoosten om de Marrons af te houden van plundering en brandstichting. Het cordon was in een periode van tien maanden aangelegd door 300 slaven en werd bewaakt door 1200 man, bijna de volledige strijdmacht in het land.
De Surinaamse planters staken diep in de schulden (20 tot 24 miljoen gulden), nadat de koffieprijs was gedaald. Zij hadden veel te grote hypotheken afgesloten en leefden op grote voet in protserige huizen, met soms 30 man personeel om een weelderige tuin te onderhouden. In 1776 werden slechts 1500 slaven verkocht omdat veel planters zich de aankoop niet konden veroorloven. Malouet beschreef met deernis de arbeidsomstandigheden van slaven op een tiental plantages, dat als vee werd behandeld en volgens hem de oorzaak was van het weglopen. De slaven werden door de planters uitgelachen vanwege hun bijgeloof. Volgens Malouet was religie, ook voor de planters, het antwoord om hun levensomstandigheden te verbeteren en de zaak te ordenen. Hij beklaagde zich over de slechte wijn en de kwaliteit van het brood en zegde toe meel te kunnen leveren door middel van ruilhandel.
Malouet verliet Paramaribo niet zonder moeilijkheden en op zijn terugreis, tijdens de Amerikaanse Onafhankelijkheidsoorlog, werd hij bijna gevangengenomen door Engelse zeerovers. Malouet reisde over land terug naar Cayenne.

## Terug in Frankrijk
In 1787 schreef hij een brief aan Jan Hendrik van Kinsbergen, de inhoud is vooralsnog onbekend.
Terug in Frankrijk werd hij intendant van de haven van Toulon. Hij nam deel aan het maatschappelijk debat over de slavernij, meer bepaald in de schoot van de Club de l'hôtel Massiac. In 1788 werd de Société des amis des Noirs opgericht. Malouet publiceerde een Mémoire sur l'esclavage des négres waarin hij het systeem van slavernij verdedigde, in antwoord op de Histoire des deux Indes enkele jaren eerder door zijn vriend abbé Raynal geschreven en waarin die had stelling genomen tegen de slavernij.

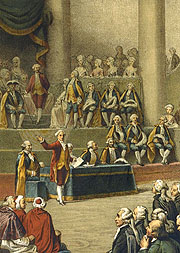
Opening van de Staten-Generaal aan de vooravond van de Franse Revolutie: 5 mei 1789

## Franse Revolutie
In 1789 was hij vertegenwoordiger van de Derde Stand van zijn geboortestad, toen de Franse Staten-Generaal voor het eerst sinds 1604 waren bijeengeroepen in Versailles, vanwege een dreigend bankroet. Hij werd lid van de Assemblée Nationale en kwam op voor het recht op veto voor Lodewijk XVI van Frankrijk. Hij vond dat de Assemblée niet het recht had zich de enige vertegenwoordigers van het volk te noemen en beschuldigde de afgevaardigden van machtsmisbruik. Hij stichtte in januari 1790 de Club des Impartiaux, die hij oppositie wilde doen voeren tegen de jacobijnen. Het werd een koningsgezinde club, de Monarchiens, met leden zoals Virieu, Clermont-Tonnerre, Bergasse en Lally-Tolendal.
Hij was tegen de Verklaring van de rechten van de mens en de burger, kwam op voor de rechten van de minderheid in de Assemblée constituante en verzette zich tegen de emancipatie van de zwarten in de kolonies. Hij werkte samen met Mounier, Graaf de Mirabeau, Jacques Necker en Markies de la Fayette.
Op 10 augustus 1792 vond de Bestorming van de Tuilerieën plaats. Malouet vluchtte naar Engeland en ontmoette er de conservatieve Edmund Burke, die stelling had genomen tegen de Franse Revolutie. Hij onderhandelde met de Britten, namens de planters en kon op 19 februari 1794 het Verdrag van Whitehall ondertekenen tussen de planters van Saint-Domingue, la Martinique en la Guadeloupe enerzijds en Engeland anderzijds, dat hen de mogelijkheid gaf de Franse revolutie te bestrijden en de door de Franse republiek uitgeroepen emancipatie van de zwarten tegen te houden, mits aan de Engelsen fiscale inkomsten uit de suikerplantages te verzekeren.
Na de Staatsgreep van 18 Brumaire keerde hij terug naar Frankrijk. Hij werd in 1801 door Napoleon gerehabiliteerd en als maritiem prefect naar Antwerpen gestuurd om een vloot op te bouwen en Charles Leclerc te ondersteunen.
Inmiddels had Toussaint Louverture afschaffing van de slavernij weten te bewerkstelligen. In Saint-Domingue brak de opstand opnieuw uit, toen het duidelijk werd dat de Fransen van plan waren de slavernij weer in te voeren.
In 1810 werd hij staatsraad (minister) en tot baron de l'Empire benoemd. In 1812 verzette hij zich tegen de veldtocht van Napoleon naar Rusland en werd hem zijn functie ontnomen. Tijdens de Restauratie (Frankrijk) werd hij op 13 mei 1814 door Louis XVIII tot minister van Marine benoemd, maar stierf nog in september van hetzelfde jaar.
De Mémoires die hij in 1808 schreef, en waarvan hij bij testament had vastgelegd dat ze pas twintig jaar na zijn dood mochten gepubliceerd worden, zijn pas in 1868 verschenen.

## Werken
- Mémoire sur l'esclavage des nègres dans les possessions françaises (Paris, 1788)
- Collection de ses opinions à l'Assemblée Nationale (3 vols., 1791-1792)
- Examen de cette question: Quel sera pour les colonies de l'Amérique le resultat de la revolution française? (London, 1797).
- Collection de mémoires et correspondences officielles sur l'administration des colonies et notamment sur la Guerre française et hollandaise (5 vols. 1802)
- Mémoires de Malouet, 1868

De volgende van zijn werken zijn te lezen op de Franse digitale bibliotheek Gallica
- Mémoire sur l'esclavage des nègres: dans lequel on discute les motifs proposés pour leur affranchissement, Neuchâtel, 1788
- Instructions pour les députés du Tiers-État aux États-généraux: proposés par les députés de la ville de Riom, s.l, 1789
- Lettre de M. Malouet, député d'Auvergne, à ses commettans, 1789
- Mémoire de M. Malouet, intendant de la marine, sur l'administration de ce département, 1789
- Opinion de M. Malouet, sur le commerce de l'Inde, s. l, s. d.
- Lettre de M. Malouet à M. de Montjoye, auteur de l'"Histoire de la Révolution", 1791
- Examen de cette question, "Quel sera pour les colonies de l'Amérique le résultat de la Révolution françoise, de la guerre qui en est la suite, & de la paix qui doit la terminer, Londres, 1797
- Mémoires de Malouet. publiés par son petit-fils, le baron Malouet, Paris, édition de 1874.